# Agulha do Diabo
A Agulha do Diabo é uma formação rochosa com 2.050 metros de altitude, localizada na cidade de Guapimirim, no estado do Rio de Janeiro. O pico fica dentro dos limites do Parque Nacional da Serra dos Órgãos. Seu acesso dá-se pelo Caminho das Orquídeas após a trilha da Pedra do Sino, que também fica localizado na cidade de Guapimirim, mas que seu acesso se dá pela Sede Teresópolis do Parnaso.
Um dos pontos mais procurados por montanhistas de todo mundo, é famoso por se encontrar entre a Pedra do Sino e o pico do Garrafão.